# Tillandsia virescens
Espèce
Classification phylogénétique
Tillandsia virescens Ruiz & Pav. est une espèce de plantes à fleurs de la famille des Bromeliaceae.
L'épithète virescens signifie « presque verte, verdissante » et se rapporte non au coloris du feuillage mais à celui du fruit.

## Protologue et Type nomenclatural
Tillandsia virescens Ruiz & Pav., Fl. Per. 3: 43, n° 11, tab.270b (1802)
Diagnose originale  :
« T. pedunculo unifloro foliorum longitudine, bractea solitaria convoluta, foliis lineari-subulatis, capsula virescente. »
Type : Ruiz & Pav., Fl. Per. : tab. 270b (1802)

## Synonymie nomenclaturale
- Diaphoranthema virescens (Ruiz & Pav.) Beer
- Tillandsia capillaris f. virescens L.B.Sm.

## Synonymie taxonomique
- Tillandsia capillaris Ruiz & Pav[2].
- Tillandsia capillaris var. incana Mez[3]
- Tillandsia cordobensis Hieron[3].
- Tillandsia hieronymii Mez[3]
- Tillandsia incana Gillies ex Baker
- Tillandsia propinqua Gay[4]

## Écologie et habitat
- Typologie : plante vivace herbacée ; épiphyte[4],[3] ou saxicole[4],[3].
- Habitat : escarpements chauds[1].
- Altitude : 500-4 000 m[3].

## Distribution
- Amérique du sud :
  -  Argentine[4],[3]
    - Mendoza[5]

  -  Bolivie[4],[3]
    - Régions andines[5]

  -  Chili[4]
  -  Pérou[3]
    - Huánuco (fréquent)[1]
    - Régions andines[4],[5]